# Ryszard Słapczyński
Ryszard Słapczyński, także Richard Slapczynski (ur. 1934) – polski i australijski reżyser filmów animowanych oraz scenarzysta i animator.

## Filmografia
- 1968: Proszę słonia
- 1969-1971: Dziwne przygody Koziołka Matołka
- 1970: Kochajmy straszydła
- 1971: Czarna krowa w kropki bordo...
- 1972–1976: Pies, kot i...
- 1982: Oliver Twist
- 1982: Rycerzyk czerwonego serduszka
- 1987: Alicja po drugiej stronie lustra[1]
- 1991: Ali Baba
- 1993: Calineczka
- 1996: Kopciuszek
- 1996: Piękna i Bestia
- 1997: Camelot[2]

## Nagrody
- 1973:  Międzynarodowy Festiwal Filmów Młodego Widza „Ale Kino!” (Poznań) - Srebrne Koziołki za film Czarna krowa w kropki bordo...[3][4]